# Макаренко В'ячеслав Миколайович
В'ячеслав Миколайович Макаренко (біл. Viachaslau Мікалаевіч Makaranka; нар. 19 вересня 1975, Гомель) — білоруський борець греко-римського стилю, чемпіон та бронзовий призер чемпіонатів Європи, чемпіон світу серед студентів, бронзовий призер Олімпійських ігор. Заслужений майстер спорту Білорусі з греко-римської боротьби.

## Біографія
Боротьбою почав займатися з 1985 року. Виступав за борцівський клуб «Динамо» Гомель. Тренери: В. В. Коноваленко, В. В. Гоголь, Г. А. Казовський, І. А. Петренко. У 1995 році, вигравши чемпіонат світу серед юніорів, виконав норматив майстра спорту міжнародного класу, у 2004, після афінської олімпіади, де він став третім, отримав звання заслуженого майстра спорту Білорусі. Чемпіон світу серед студентів 1996 року.
З 1995 спортсмен-інструктор Міністерства спорту і туризму Республіки Білорусь. У 1998 закінчив Гомельський університет.

## Спортивні результати на міжнародних змаганнях

### Виступи на Олімпіадах
| Змагання                    | Збірна   | Вагова категорія                 | Місце  |
| --------------------------- | -------- | -------------------------------- | ------ |
| Літні Олімпійські ігри 2000 | Білорусь | греко-римська боротьба, до 76 кг | 7      |
| Літні Олімпійські ігри 2004 | Білорусь | греко-римська боротьба, до 84 кг | Бронза |

### Виступи на Чемпіонатах світу
| Змагання                        | Збірна   | Вагова категорія                 | Місце |
| ------------------------------- | -------- | -------------------------------- | ----- |
| Чемпіонат світу з боротьби 1999 | Білорусь | греко-римська боротьба, до 76 кг | 11    |
| Чемпіонат світу з боротьби 2001 | Білорусь | греко-римська боротьба, до 85 кг | 10    |
| Чемпіонат світу з боротьби 2002 | Білорусь | греко-римська боротьба, до 84 кг | 10    |
| Чемпіонат світу з боротьби 2003 | Білорусь | греко-римська боротьба, до 84 кг | 8     |
| Чемпіонат світу з боротьби 2006 | Білорусь | греко-римська боротьба, до 84 кг | 22    |

### Виступи на Чемпіонатах Європи
| Змагання                         | Збірна   | Вагова категорія                 | Місце  |
| -------------------------------- | -------- | -------------------------------- | ------ |
| Чемпіонат Європи з боротьби 2000 | Білорусь | греко-римська боротьба, до 76 кг | Золото |
| Чемпіонат Європи з боротьби 2002 | Білорусь | греко-римська боротьба, до 84 кг | Бронза |
| Чемпіонат Європи з боротьби 2006 | Білорусь | греко-римська боротьба, до 84 кг | 5      |
| Чемпіонат Європи з боротьби 2007 | Білорусь | греко-римська боротьба, до 84 кг | 13     |

### Виступи на інших змаганнях
| Змагання                                                         | Збірна   | Вагова категорія                 | Місце  |
| ---------------------------------------------------------------- | -------- | -------------------------------- | ------ |
| Ігри Балтійського моря 1997                                      | Білорусь | греко-римська боротьба, до 85 кг | Золото |
| Олімпійський кваліфікаційний турнір з боротьби 2000 (Фаенца)     | Білорусь | греко-римська боротьба, до 76 кг | Золото |
| Олімпійський кваліфікаційний турнір з боротьби 2000 (Ташкент)    | Білорусь | греко-римська боротьба, до 76 кг | 6      |
| Гран-прі Німеччини з боротьби 2004                               | Білорусь | греко-римська боротьба, до 84 кг | 8      |
| Гран-прі Німеччини з боротьби 2005                               | Білорусь | греко-римська боротьба, до 84 кг | 5      |
| Золотий Гран-прі з боротьби 2006                                 | Білорусь | греко-римська боротьба, до 84 кг | 5      |
| Гран-прі Німеччини з боротьби 2007                               | Білорусь | греко-римська боротьба, до 84 кг | 21     |
| Олімпійський кваліфікаційний турнір з боротьби 2008 (Роме-Остія) | Білорусь | греко-римська боротьба, до 84 кг | 12     |

### Виступи на змаганнях молодших вікових груп
| Змагання                                      | Збірна   | Вагова категорія                 | Місце  |
| --------------------------------------------- | -------- | -------------------------------- | ------ |
| Чемпіонат Європи з боротьби серед молоді 1994 | Білорусь | греко-римська боротьба, до 82 кг | Срібло |
| Чемпіонат світу з боротьби серед молоді 1995  | Білорусь | греко-римська боротьба, до 82 кг | Золото |